# Mihalj
Mihalj is een plaats in de gemeente Slivno in de Kroatische provincie Dubrovnik-Neretva. De plaats telt 212 inwoners (2001).